# Spherical
Spherical è un videogioco a piattaforme con elementi rompicapo uscito nel 1989 per gli home computer Amiga, Amstrad CPC, Atari ST, Commodore 64 e ZX Spectrum, pubblicato da Rainbow Arts. Il concetto e il gameplay ricordano molto da vicino le dinamiche del videogioco Solomon's Key.

## Modalità di gioco
Il giocatore controlla un mago il quale deve portare una sfera da un determinato punto ad un altro, per finire il livello. Durante il gioco si dovranno attivare blocchi o eliminarne di già presenti per permettere alla sfera di giungere all'uscita. Il videogioco comprende ben 200 livelli.